# 肥薩橙鐵道

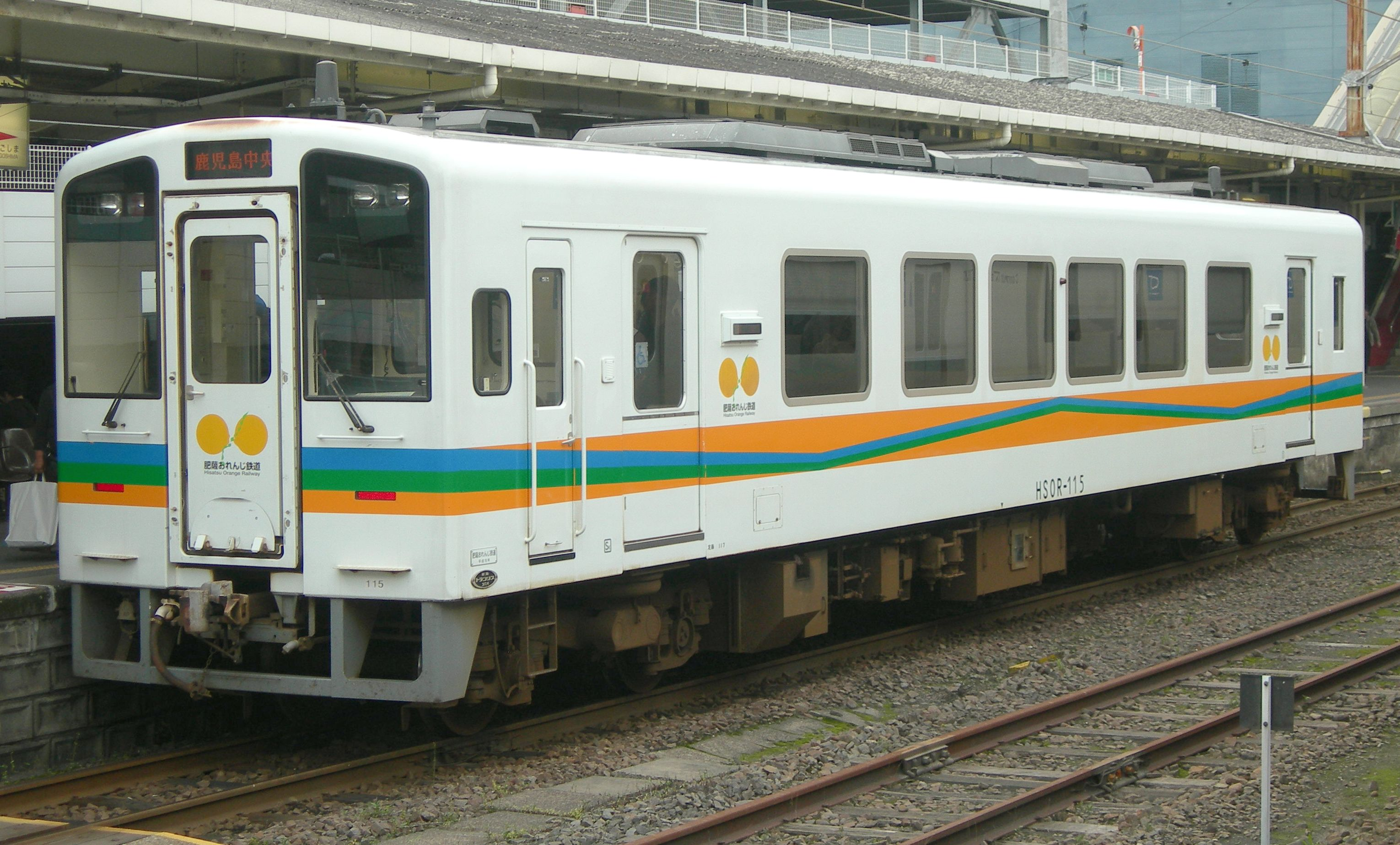
HSOR-100型柴油客車，115號車，2010年時攝於鹿兒島中央車站內。

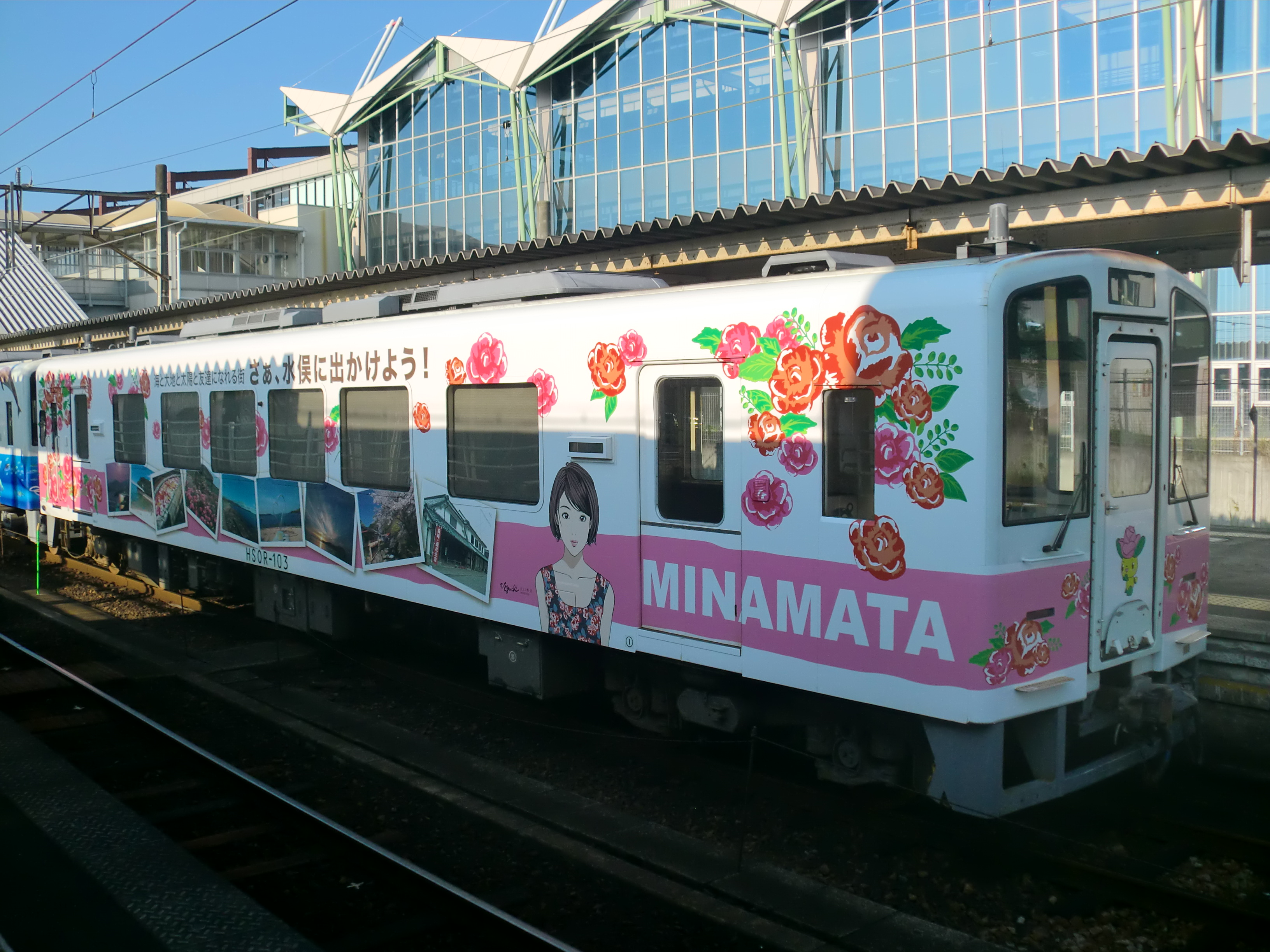
肥薩橙鐵道HSOR-103號「愛上水俁活動」（みなまた恋せよキャンペーン）廣告彩繪車，2011年10月啟用的車身彩繪是由水俁市當地出身的漫畫家江口壽史設計，並配合當地的四季風景照片作為水俁市的觀光推廣。

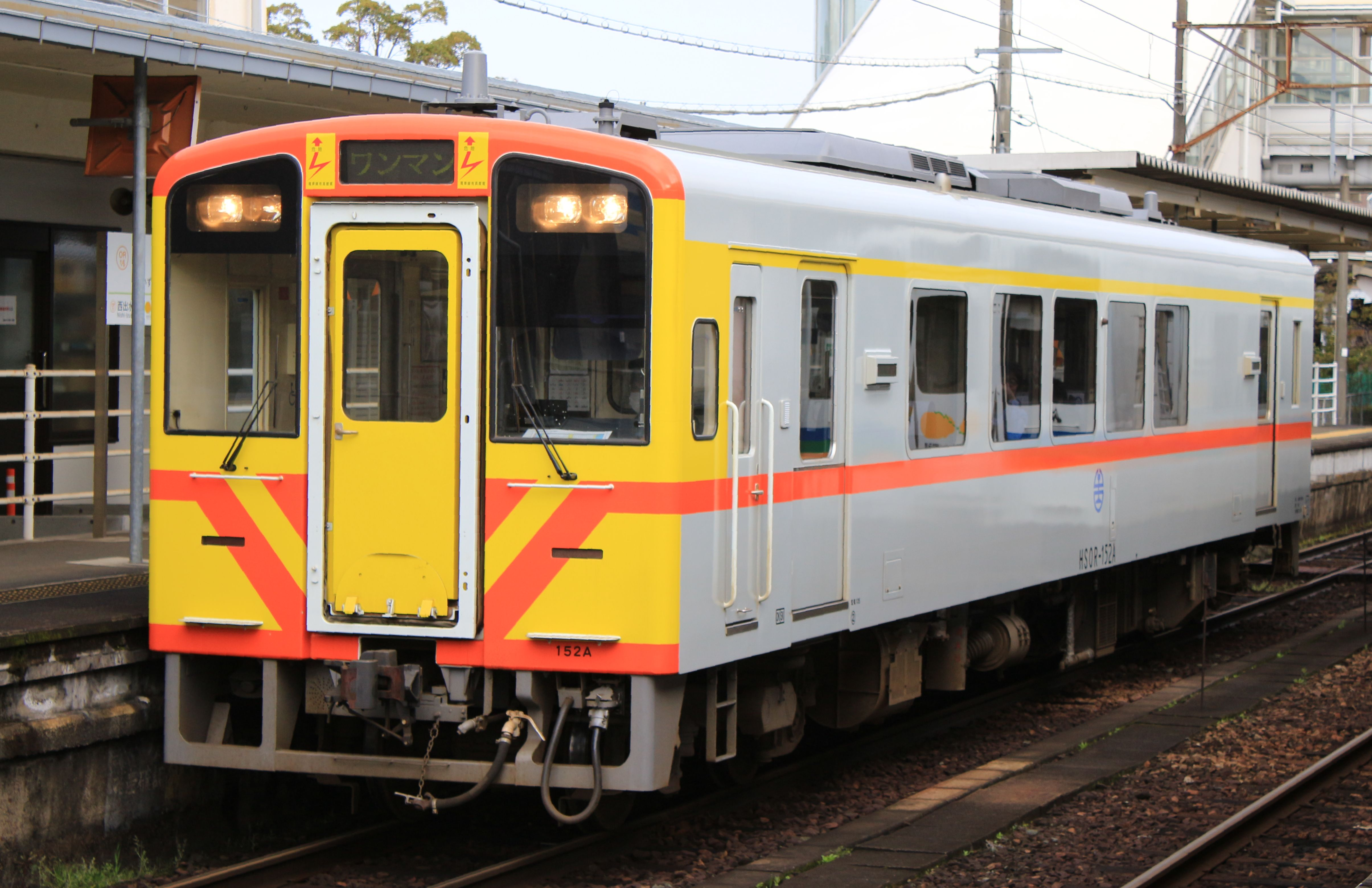
肥薩橙鐵道的台鐵柴聯自強號彩繪車（肥薩橙鐵道HSOR-100形柴聯車。2020年1月起）

肥薩橙鐵道股份有限公司（日语：／ Hisatsu Orenji Tetsudō Kabushiki gaisha */?），簡稱肥薩橙鐵道，是日本九州地區的鐵路運輸業者。2002年時由熊本縣和鹿兒島縣沿線共9個自治體（地方政府），連同日本貨物鐵道（JR貨物）共10個單位聯合出資成立，肥薩橙鐵道是家以經營原本鹿兒島本線於八代至川內間的鐵路路線為主要營業項目的第三部門公司。

## 歷史
1991年時由於九州新幹線即將開工，意味著原本一度是九州西岸南北向主幹線的鹿兒島本線將失去幹線的重要性，而有被廢線的可能。為了維持沿線城鎮的發展，在原本擁有鹿兒島本線經營權的九州旅客鐵道（JR九州），與鐵道沿線熊本縣與鹿兒島縣境內9個縣級、市級與町級自治體的協調之下，決議由JR九州撥讓出既有的路線與沿線設施，交由新成立的第三部門業者（也就是日後的肥薩橙鐵道公司）經營，來作為允許九州新幹線開工興建的交換條件（根據日本相關法規，新鐵道路線的開通必須獲得平行路線沿線自治體的全部首肯，才能開始修築）。
2002年，九州新幹線南段（新八代至鹿兒島中央段）通車在即，9個縣市鎮自治體與原本和JR九州共用鹿兒島本線的JR貨物合資21億2千萬日圓，正式在該年10月31日成立肥薩橙鐵道公司。公司總部設於熊本縣八代市萩原町1丁目1番地。2004年3月13日，九州新幹線啟用。JR九州正式將鹿兒島本線八代～川內段的經營轉交肥薩橙鐵道公司，而該路段即被命名為「肥薩橙鐵道線」開始營運。

### 年表
- 1991年：以鹿兒島本線八代～川内間改為第三部門方式維持營運作為交換條件，鹿兒島本線沿線自治體同意九州新幹線開始施工。
- 2002年10月31日：肥薩橙鐵道公司正式成立。
- 2004年3月13日：九州新幹線開始營運，肥薩橙鐵道也正式自九州旅客鐵道繼承八代至川内之間路段的營運權。
- 2005年3月1日：新設田浦御立岬公園車站（たのうら御立岬公園駅），是該公司成立後第一個新設的車站。

## 股東
採第三部門（非營利法人）方式經營的肥薩橙鐵道共擁有10個股東，其中9個是具有官方地位的地方自治體，而唯一的1個民營公司股東則是日本貨物鐵道。這10個股東分別為：
- 熊本縣
  - 八代市
  - 津奈木町
  - 蘆北町
  - 水俁市
- 鹿兒島縣
  - 出水市
  - 阿久根市
  - 薩摩川内市
- 日本貨物鐵道

## 命名、企業識別標誌和吉祥物
肥薩橙鐵道的公司名稱全都取材於沿線當地的風土民情，其中「肥」與「薩」分別代表附近地區的古代國名——肥後國與薩摩國——的首字，再加上沿線與風光明媚的海岸線連在一起的蜜柑等柑橘類水果產地，組合成非常具有地方味道的公司命名。
至於由建築家川西康之所設計的企業識別標誌，則是以兩個排成像是火車車輪般的形狀作為基礎，中間的葉子則是依照沿線各車站的位置排列，並採用綠色的配色以表達該公司認為鐵道運輸應能與環境友善並存的理念。
肥薩橙鐵道的吉祥物有六個，是以水果為題材的，分別是金橘、溫州橘、蘆橘、甘夏、文旦和晚白柚。

## 路線
| 路線記號 | 中文線名     | 日文線名 | 起點         | 終點         | 距離（公里） |
| -------- | ------------ | -------- | ------------ | ------------ | ------------ |
| OR       | 肥薩橙鐵道線 |          | 八代（OR01） | 川內（OR28） | 116.9        |

肥薩橙鐵道公司目前只有一條路線，稱為肥薩橙鐵道線，營運區間介於熊本縣境內的八代與鹿兒島縣境內的川内之間，共116.9公里長。但為了方便列車接駁，部分列車會駛入目前還是由九州旅客鐵道經營的新八代（九州新幹線和鹿兒島本線交會站）與隈之城（鹿兒島本線）站內。
肥薩橙鐵道線全線皆採電氣化設置，但因交流電列車的造價太高，不符合成本效益關係，該公司本身卻只使用柴油車作為營運車輛。之所以保留路線的電氣化，主要是因應共用同路線的日本貨物鐵道列車通過時的供電需要。
肥薩橙鐵道線全線共設有28個車站，但其中只有10個車站設有站務人員看管，其餘的18個站全為無人車站。

## 使用車輛
肥薩橙鐵道公司目前擁有19輛由新潟運輸系統製造的柴油車，其中17輛是一般的動力客車，2輛是活動專用車。使用車輛共可分成三種:橘子號、故鄉號和一般車輛。平常大都採用單輛一人控制的方式營運，但必要時最多可以組成三輛一列的編組來行駛。最高營運車速為95公里/小時。

## 外部連結
- 肥薩橙鐵道日文網站 （页面存档备份，存于）（日語）（英文）（繁體中文）（简体中文）